# Sonate pour violon et piano de Ravel
Pour les articles homonymes, voir Sonate pour violon et piano.
La Sonate pour violon et piano de Maurice Ravel est une œuvre de musique de chambre composée entre 1922 et 1927.
L'œuvre porte la référence M.77 dans le catalogue des œuvres du compositeur établi par le musicologue Marcel Marnat.

## Genèse
Il s'agit de la deuxième sonate pour violon et piano et de la dernière œuvre de musique de chambre du compositeur. Elle est dédiée à Hélène Jourdan-Morhange, une violoniste et amie du musicien, qui ne put créer la composition en raison de problèmes rhumatismaux. La genèse fut particulièrement longue (quatre ans), sa composition ayant dû être interrompue à plusieurs reprises par celles de L'Enfant et les Sortilèges (1920-1925), de Tzigane (1924) et des Chansons madécasses (1925-1926). Ravel affirmait en outre qu'il avait besoin de tout ce temps pour « éliminer les notes inutiles ». Il rapporte, dans un autre texte, que le violon lui semblait « essentiellement incompatible » avec le piano,.

## Création
La création eut lieu le 30 mai 1927, à la Salle Érard à Paris, avec Georges Enesco au violon et Ravel lui-même au piano,.

## Structure et analyse
La sonate comporte trois mouvements et son exécution dure environ dix-huit minutes. Le second mouvement, Blues, traduit le goût du musicien pour la musique américaine, qui se confirma lors de son séjour aux États-Unis (il visita plusieurs night clubs new yorkais en compagnie notamment de George Gershwin). Le troisième mouvement est particulièrement virtuose dans sa partie de violon. 
1. Allegretto ( = 76) à 
 ;
2. Blues — Moderato ( = 108) à 
 ;
3. Perpetuum mobile — Allegro ( = 152) à 
.

## Adaptation

### Film
Cette œuvre est jouée dans un film de Claude Sautet, Un cœur en hiver, dans lequel Emmanuelle Béart est une violoniste.